# Азотиране (металургия)
Вижте пояснителната страница за други значения на Азотиране.
Азотирането (също азотизация или нитриране) представлява обогатяване с азот на повърхността на детайли от стомана.
Извършва се при 510 – 525 °C в амонячна среда, във вани с цианкалий или по друг начин. Повишава твърдостта на детайлите и устойчивостта им срещу корозия и износване. Това се постига чрез образуването на тънък нитриден слой на повърхността на метала.
В практиката съществуват три метода за азотиране: газово, течно и плазмено (йонно) азотиране.